# Лампорекио
Лампорекио (итал. Lamporecchio) је насеље у Италији у округу Пистоја, региону Тоскана.
Према процени из 2011. у насељу је живело 5179 становника. Насеље се налази на надморској висини од 35 м.

## Становништво
| 1936. | 1951. | 1961. | 1971. | 1981. | 1991. | 2001. | 2011. |
| ----- | ----- | ----- | ----- | ----- | ----- | ----- | ----- |
| 6.320 | 6.195 | 6.292 | 6.354 | 6.524 | 6.512 | 6.777 | 7.583 |